# Полімераза Taq
Полімераза Taq — термостабільна ДНК-полімераза, названа на честь термофільної бактерії Thermus aquaticus, з якої вона була виділена. Часто назва скорочується до «Taq Pol» або «Taq», ця полімераза часто використовується у полімеразній ланцюговій реакції (ПЛР).